# 月島町
月島町（つきしまちょう）は愛知県名古屋市中川区にある町名。丁番を持たない単独町名である。住居表示実施済み。

## 地理
名古屋市中川区の北東部に位置し、東に広住町、西に福住町と豊成町、南に舟戸町、北に運河町と接する。

### 河川
- 中川運河

## 世帯数と人口
2019年（平成31年）1月1日現在の世帯数と人口は以下の通りである。
| 町丁   | 世帯数  | 人口  |
| ------ | ------- | ----- |
| 月島町 | 227世帯 | 446人 |

## 学区
市立小・中学校に通う場合、学校等は以下の通りとなる。また、公立高等学校に通う場合の学区は以下の通りとなる。なお、小・中学校は学校選択制度を導入しておらず、番毎で各学校に指定されている。
| 小学校                                    | 中学校                                    | 高等学校 |
| ----------------------------------------- | ----------------------------------------- | -------- |
| 名古屋市立広見小学校 名古屋市立愛知小学校 | 名古屋市立山王中学校 名古屋市立長良中学校 | 尾張学区 |

## 交通
- 大須通（名古屋市道愛知名駅南線）
- 明石通

## 施設
- かいせい病院
- 西念寺

## その他

### 日本郵便
- 郵便番号 : 454-0804[2]（集配局：中川郵便局[7]）。